# Sphecodes inornatus
Sphecodes inornatus är en biart som först beskrevs av Carlos Schrottky 1902.  Sphecodes inornatus ingår i släktet blodbin, och familjen vägbin. Inga underarter finns listade i Catalogue of Life.